# Tetraleurodes pluto
Tetraleurodes pluto là một loài côn trùng cánh nửa trong họ Aleyrodidae, phân họ Aleyrodinae.
Tetraleurodes pluto được Dumbleton miêu tả khoa học đầu tiên năm 1956.